# Narcissus × aloysii-villarii
Narcissus × aloysii-villarii là một loài thực vật có hoa lai ghép trong họ Amaryllidaceae. Loài này được Fern.Casas mô tả khoa học đầu tiên năm 1986.